# Борово (Сьредський повіт)
Борово (пол. Borowo) — село в Польщі, у гміні Кшикоси Сьредського повіту Великопольського воєводства.
У 1975-1998 роках село належало до Познанського воєводства.